# لويجي مالديرا
لويجي مالديرا (بالإيطالية: Luigi Maldera)‏ هو مدرب كرة قدم ولاعب كرة قدم إيطالي في مركز الدفاع، ولد في 19 يناير 1946 في كوراتو في إيطاليا. لعب مع إيه سي ميلان ونادي بياتشينزا ونادي كاتانزارو ونادي مونزا وهيلاس فيرونا.

## وصلات خارجية
- لويجي مالديرا على موقع الاتحاد الأوربي (الإنجليزية)
- لويجي مالديرا على موقع قاعدة بيانات كرة القدم.إي يو (الإنجليزية)